# 奈良寿
奈良 寿（なら ひとし、1963年1月23日 - ）は、日本の実業家、横河電機株式会社代表取締役社長。

## 人物・経歴
1963年1月23日、秋田県生まれ。1985年3月、立教大学法学部卒業。同年4月横河北辰電機（現横河電機）入社。2003年横河タイランド社長、2010年常務執行役員ソリューション営業本部長、2013年横河ソリューションサービス社長、2017年横河電機専務執行役員。2019年同社代表取締役社長。